# Колць
Колць, Колці (рум. Colți) — село у повіті Бузеу в Румунії. Адміністративний центр комуни Колць.
Село розташоване на відстані 107 км на північ від Бухареста, 42 км на північний захід від Бузеу, 128 км на захід від Галаца, 68 км на південний схід від Брашова.

## Населення
За даними перепису населення 2002 року у селі проживали 590 осіб, з них 589 осіб (99,8%) румунів. Усі жителі села рідною мовою назвали румунську.